# Ударне Командування Збройних сил США
Уда́рне Кома́ндування Збро́йних сил США (англ. United States Strike Command) (STRICOM), з 1972 по 1987 Командування швидкого реагування Збройних сил США (англ. United States Readiness Command (REDCOM) — колишнє Об'єднане Командування Збройних сил США, що перебувало у складі подібних структур міністерства оборони США в період з 1961 по 1987 роки.

## Історія
Ударне Командування Збройних сил США було засноване в 1961 на авіабазі Мак-Ділл, як об'єднане командування, на яке покладалася відповідальність за негайну реакцію на загрози глобального характеру. Оригінально ім'я «Ударне» (англ. STRIKE) походило від акроніму Швидке тактичне реагування у всіх відомих середовищах (англ. Swift Tactical Reaction In Every Known Environment). Командування включало війська та сили, що дислокувалися на території Континентальних Сполучених Штатів: а саме формування Континентального командування армії США (англ. Continental Army Command), в основному Стратегічний Корпус Сухопутних військ США (англ. Strategic Army Corps (STRAC), Змішане командування ВПС США (англ. Composite Air Strike Force (CASF) та Повітряне тактичне командування (англ. Tactical Air Command).
З моменту формування STRICOM було відповідальне лише на території Континентальних США та на нього покладалися наступні завдання:
- забезпечення інших Об'єднаних Командувань збройних сил США резервами загального призначення для посилення військ, що діють на інших географічних зонах;
- підготовка організованого резерву;
- розробка загальної доктрини застосування збройних сил;
- планування та реалізація надзвичайних операцій, що не передбачалися попередніми планами[2].

Надалі, Ударне Командування перейняло на себе задачі планування та імплементації таких завдань на Близькому Сході, Субсахарській Африці та Південній Азії (англ. MEAFSA).
В 1972 Командування було перейменоване на Командування швидкого реагування Збройних сил США (англ. United States Readiness Command (REDCOM), зі збереженням аналогічних функцій.
У 1987 Ударне Командування було розформоване, на його базі утворено Командування спеціальних операцій США.

## Список командувачів

### Список командувачів Ударного Командування
| No. | Фото | Прізвище                            | Початок | Кінець |
| --- | ---- | ----------------------------------- | ------- | ------ |
| 1.  |      | генерал Пол Девітт Адамс, армія США | 1961    | 1966   |
| 2.  |      | генерал Теодор Конвей, армія США    | 1966    | 1969   |
| 3.  |      | генерал Джон Трокмортон, армія США  | 1969    | 1972   |

### Список командувачів Командування швидкого реагування
| No. | Фото | Прізвище                           | Початок | Кінець |
| --- | ---- | ---------------------------------- | ------- | ------ |
| 1.  |      | генерал Джон Трокмортон, армія США | 1972    | 1973   |
| 2.  |      | генерал Брюс Палмер, армія США     | 1973    | 1974   |
| 3.  |      | генерал Джон Хеннессі, армія США   | 1974    | 1979   |
| 4.  |      | генерал Волні Ворнер, армія США    | 1979    | 1981   |
| 5.  |      | генерал Донн Старрі, армія США     | 1981    | 1983   |
| 6.  |      | генерал Волес Наттінг, армія США   | 1983    | 1985   |
| 7.  |      | генерал Фред Магаффей, армія США   | 1985    | 1986   |
| 8.  |      | генерал Джеймс Ліндсей, армія США  | 1986    | 1987   |